# Legge di Stefan-Boltzmann
La legge di Stefan-Boltzmann, chiamata anche legge di Boltzmann o legge di Stefan, dai due fisici austriaci Ludwig Boltzmann e Josef Stefan, è una equazione di stato per la radiazione elettromagnetica che stabilisce che l'emittanza di un corpo nero è proporzionale alla quarta potenza della sua temperatura assoluta (espressa in kelvin):
{\displaystyle u=\sigma \,T^{4}}
dove:
- {\displaystyle u} è l'emittanza termica o energia interna specifica della radiazione,
- {\displaystyle T} la temperatura assoluta
- {\displaystyle \sigma } è la costante di Stefan-Boltzmann.

La legge, in questo enunciato, è valida solo per corpi neri ideali.
La legge fu scoperta sperimentalmente da Stefan nel 1879 e spiegata teoricamente per la prima volta da Boltzmann nel 1884. Nella trattazione contemporanea è ricondotta alla legge di Planck, di cui costituisce un integrale. Questo legame permette di ricondurre la costante di Stefan-Boltzmann alle costanti fisiche fondamentali:
{\displaystyle \sigma ={\frac {\pi ^{2}k^{4}}{60\hbar ^{3}c^{2}}}=5{,}67\cdot 10^{-8}\mathrm {\ W\ m^{-2}\ K^{-4}} }.
Per la dimostrazione e la spiegazione dei termini si rimanda al paragrafo derivazione quantistica.

## Derivazione termodinamica
La legge può essere dedotta a partire dal primo principio della termodinamica e dalla relazione della pressione di radiazione, senza poter accedere però ad alcuna informazione per il valore della costante di Stefan-Boltzmann. 
Dal primo principio della termodinamica nella forma:
{\displaystyle ~{\rm {d}}U=T~{\rm {d}}S-p~{\rm {d}}V}
derivando rispetto al volume, a temperatura costante:
{\displaystyle \left({\frac {\partial U}{\partial V}}\right)_{T}=T\left({\frac {\partial S}{\partial V}}\right)_{T}-p\left({\frac {\partial V}{\partial V}}\right)_{T}}
ovvero, introducendo le grandezze specifiche:
{\displaystyle (u)_{T}=T(s)_{T}-p}
per le relazioni di Maxwell l'entropia specifica a temperatura costante:
{\displaystyle (s)_{T}=\left({\frac {\partial p}{\partial T}}\right)_{V}}
Introducendo poi la relazione lineare della pressione di radiazione:
{\displaystyle p(u)={\frac {1}{3}}u}
si ottiene un'equazione differenziale ordinaria non lineare omogenea per l'energia interna specifica nella temperatura:
{\displaystyle u={\frac {1}{3}}T{\frac {\partial u}{\partial T}}-{\frac {1}{3}}u}
che corrisponde all'equazione di Clairaut omogenea:
{\displaystyle u={\frac {T}{4}}{\frac {\partial u}{\partial T}}}
Integrando l'equazione differenziale si ottiene:
{\displaystyle u=\sigma ~T^{4}}
essendo {\displaystyle \sigma } una costante d'integrazione, che può essere ricavata sperimentalmente o dedotta da altre considerazioni teoriche di natura quantistica.

### Relazione fondamentale
La continuità, differenziabilità e monotonicità dell’entropia implicano che la funzione di stato energia interna:
{\displaystyle U=U(S,V)\,}
può essere invertita rispetto all'entropia:
{\displaystyle S=S(U,V)\,}
La funzione entropia così ottenuta è continua e differenziabile nei suoi argomenti. Questa relazione è nota come relazione fondamentale: nota questa, tutta l'informazione termodinamica sul sistema è nota e qualunque proprietà termodinamica è da essa deducibile. La forma differenziale della relazione fondamentale è chiamata equazione di Gibbs.
Dal primo principio della termodinamica + secondo principio per sistemi in equilibrio termodinamico segue l'equazione di Gibbs:
{\displaystyle dS={\frac {1}{T}}dU+{\frac {p}{T}}dV}
In generale per le variabili di stato (coordinate generalizzate):{\displaystyle \mathbf {x} =\{x_{i}\}} l'equazione di Gibbs è:
{\displaystyle dS=\nabla S\cdot \mathbf {x} =\mathbf {F} \cdot d\mathbf {x} =\sum _{i}F_{i}dx_{i}}
dove le forze generalizzate sono:
{\displaystyle F_{i}={\frac {\partial S}{\partial x_{i}}}}
mentre le relazioni {\displaystyle F_{i}=F_{i}(\{x_{j}\})} sono le equazioni di stato del sistema. Nel caso di cui sopra le forze generalizzate sono:
{\displaystyle {\begin{cases}F_{U}=\left({\frac {\partial S}{\partial U}}\right)_{V,\{N_{i}\}}={\frac {1}{T}}\\F_{V}=\left({\frac {\partial S}{\partial V}}\right)_{U,\{N_{i}\}}={\frac {p}{T}}\end{cases}}}
Talvolta conviene considerare invece i momenti coniugati {\displaystyle \mathbf {p} =\{p_{i}\}} definiti da:
{\displaystyle p_{i}={\frac {F_{i}}{T}}}
La relazione fondamentale della radiazione elettromagnetica, che ne caratterizza completamente le proprietà termodinamiche, è:
{\displaystyle S={\frac {4}{3}}\sigma ^{\frac {1}{4}}U^{\frac {3}{4}}V^{\frac {1}{4}}}
dove la costante è solo: σ
Per esso:
{\displaystyle {\begin{cases}\left({\frac {\partial S}{\partial U}}\right)_{V}=\sigma ^{\frac {1}{4}}U^{\frac {1}{4}}V^{-{\frac {1}{4}}}\\\left({\frac {\partial S}{\partial V}}\right)_{U}={\frac {1}{3}}\sigma ^{\frac {1}{4}}U^{\frac {3}{4}}V^{-{\frac {3}{4}}}\end{cases}}}
ma siccome queste sono le forze generalizzate viste sopra, si ha che:
{\displaystyle {\begin{cases}{\frac {1}{T}}=\sigma ^{\frac {1}{4}}U^{\frac {1}{4}}V^{-{\frac {1}{4}}}\\{\frac {p}{T}}={\frac {1}{3}}\sigma ^{\frac {1}{4}}U^{\frac {3}{4}}V^{-{\frac {3}{4}}}\end{cases}}}
Queste sono le due equazioni di stato per la radiazione elettromagnetica.
La prima relazione è la legge di Stefan-Boltzmann:
{\displaystyle U(T,V)=\sigma VT^{4}}
ovvero per l'energia interna volumetrica della radiazione vale:
{\displaystyle u(T)={\frac {U}{V}}=\sigma T^{4}}
quindi il calore specifico isocoro della radiazione è:
{\displaystyle c_{v}(T)={\frac {\partial u}{\partial T}}=4\sigma T^{3}}
mentre la seconda equazione di stato è la relazione della pressione di radiazione:
{\displaystyle p={\frac {1}{3}}\sigma ^{\frac {1}{4}}U^{\frac {3}{4}}V^{-{\frac {3}{4}}}T={\frac {1}{3}}{\frac {U}{V}}={\frac {1}{3}}u}
Quindi le due equazioni di stato della radiazione sono:
{\displaystyle {\begin{cases}u(T)=\sigma T^{4}\\p(T)={\frac {1}{3}}u(T)\end{cases}}}
per esempio invece le equazioni di stato dei gas perfetti sono notevolmente diverse, anche se sempre dello stesso tipo:
{\displaystyle {\begin{cases}u(T)=c_{v}T\\p(T)=nT\end{cases}}}

## Derivazione quantistica
Ogni corpo a una qualsiasi temperatura emette radiazione elettromagnetica; la quantità e la qualità di radiazione emessa dipende dalla temperatura del corpo e secondariamente dalle sue caratteristiche:
{\displaystyle q=\int _{0}^{\infty }I(\nu )~d\nu =\int _{0}^{\infty }I(\lambda )~d\lambda }
dove:
- {\displaystyle \nu } è la frequenza della radiazione elettromagnetica;
- {\displaystyle h} è la costante di Planck,
- {\displaystyle T} è la temperatura assoluta,
- {\displaystyle I(\nu )d\nu } è la densità di energia della radiazione elettromagnetica compresa tra {\displaystyle \nu } e {\displaystyle \nu +d\nu }.

Quest'ultima distribuzione dell'energia in funzione delle frequenze non era stata ancora scoperta, solo successivamente Rayleigh e Jeans e più tardi Planck la dedussero quantitativamente. Segue la legge di Planck per la radianza spettrale:
{\displaystyle I(\lambda ,T)={\frac {2\pi hc^{2}}{\lambda ^{5}}}{\frac {1}{e^{\frac {hc}{\lambda kT}}-1}}}
dove:
- {\displaystyle h} è la costante di Planck
- {\displaystyle k} è la costante di Boltzmann
- {\displaystyle c} è la velocità della luce nel vuoto
- {\displaystyle T} è la temperatura assoluta
- {\displaystyle \lambda } è la lunghezza d'onda
- {\displaystyle e} è il numero di Eulero

viene integrata su tutto il dominio di lunghezza d'onda:
{\displaystyle q(T)=\int _{0}^{\infty }I(\lambda ,T)\operatorname {d} \lambda ={2\pi hc^{2}}\int _{0}^{\infty }{\frac {1}{{\lambda ^{5}}{\bigl (}e^{\frac {hc}{\lambda k_{B}T}}-1{\bigr )}}}\operatorname {d} \lambda ={\frac {2\pi k^{4}T^{4}}{c^{2}h^{3}}}\sum _{n=1}^{\infty }{\frac {6}{n^{4}}}={\frac {2\pi ^{5}k^{4}}{15c^{2}h^{3}}}T^{4}={\frac {\pi ^{2}k^{4}}{60\hbar ^{3}c^{2}}}T^{4}}
si ottiene che la costante di Stefan-Boltzmann definita classicamente si può riesprimere come:
{\displaystyle \sigma ={\frac {\pi ^{2}k^{4}}{60\hbar ^{3}c^{2}}}=5{,}67\cdot 10^{-8}\mathrm {\ W\ m^{-2}\ K^{-4}} }.

## Corpo radiante reale
Ovviamente il "corpo nero" è un'idealizzazione e i corpi, anche i più neri, non lo sono mai completamente. Per essere più precisi in fisica per corpo nero si intende un corpo che assorbe tutta la radiazione elettromagnetica incidente; al contrario un corpo di un certo colore (diverso da nero) non lo è perché riflette parte della luce che lo colpisce. I "corpi bianchi" infatti riflettono buona parte della radiazione che li colpisce ma ne assorbono sempre una parte. Le caratteristiche di un corpo in emissione sono duali delle caratteristiche in assorbimento: un corpo nero, assorbitore ideale, è anche emettitore ideale. Nell'applicazione a corpi reali della legge di Stefan-Boltzmann si moltiplica la costante σ per l'emissività ε, che dipende dalla superficie del corpo preso in considerazione oltre che dalla sua temperatura ed è compresa fra 0 (per i corpi idealmente bianchi) e 1 (per i corpi idealmente neri). Per cui per i corpi reali (chiamati anche "corpi grigi") si ha:
{\displaystyle \operatorname {u} =\varepsilon \sigma T^{4}}